# Marjan Dvornik
Marjan Dvornik, slovenski strojni inženir in politik, * 1949, Novo mesto.

## Delo
Leta 1974 diplomira na Fakulteti za strojništvo v Ljubljani in se zaposli v razvojnem sektorju IMV-ja v Novem mestu, ki ga je vodil Stanislav Lukšič. Specializira se za izolirne materiale in podvozne konstrukcije prikolic. Leta 1985 nastopi službo vodje konstrukcijskega oddelka v Iskrini tovarni TENEL v Novem mestu, leta 1988 pa prevzame direktorsko mesto v SOP IKON v Kostanjevici na Krki.
Na prvih večstrankarskih volitvah 8. aprila 1990 je bil na listi DEMOS izvoljen za poslanca v Skupščino Republike Slovenije v Zboru občin, kjer je bil član skupščinske komisije za promet in zveze. 2. maja  1990  je na  glasovanju  vseh  treh  zborov  skupščine občine Novo mesto kot  kandidat DEMOS-a dobil 60 glasov in bil izvoljen za predsednika skupščine občine Novo mesto. 25. marca 1993 ga je nasledil Franci Koncilija.
11. februarja 1993 je bil imenovan na mesto državnega sekretarja za ceste na Ministrstvu za promet in zveze Republike Slovenije v 3. vlada Republike Slovenije. Funkcijo je opravljal do 20. marca 1997.